# Ilan Sauter
Ilan Benjamin Sauter (* 6. Februar 2001 in New York) ist ein schweizerisch-US-amerikanischer Fussballspieler.

## Karriere

### Verein
Sauter begann in der Jugendabteilung des FC Maur, wechselte im Alter von zehn Jahren in die Jugendabteilung des FC Zürich. Ab Sommer 2018 spielte Sauter in der zweiten Mannschaft des FC Zürich. In der Saison 2019/20 kam Sauter zu drei Einsätzen in der ersten Mannschaft. Er kam dabei zu zwei Startelfeinsätzen, als die erste Mannschaft wegen einer COVID-19-Erkrankung im Team in Isolation musste und eine verstärkte U-21 gegen den FC Basel auflief und im Spiel darauf gegen die Young Boys.
Im Sommer 2020 wurde Sauter an den FC Wil ausgeliehen. Sein Debüt feierte Sauter im Cup gegen den FC Aarau, ein Spiel, das knapp im Elfmeterschiessen verloren ging. Im Elfmeterschiessen erzielte Sauter das 1:1.
Im Sommer 2023 wechselte er zur AC Bellinzona in die Challenge League. Im September 2024 erlitt Sauter einen Mittelfussbruch und fiel den Rest der Hinrunde aus.

### Nationalmannschaft
Ilan Sauter spielte in diversen Nachwuchsmannschaften des Schweizerischen Fussballverbands. Zuletzt debütierte er in der U-20 gegen Deutschland.